# Chiasmia sareptanaria
Chiasmia sareptanaria is een vlinder uit de familie spanners (Geometridae). De wetenschappelijke naam van deze soort is voor het eerst geldig gepubliceerd in 1871 door Staudinger.
De soort komt voor in tropisch Afrika.